# Paragonia lanuginosa
Paragonia lanuginosa är en fjärilsart som beskrevs av William Schaus 1913. Paragonia lanuginosa ingår i släktet Paragonia och familjen mätare. Inga underarter finns listade i Catalogue of Life.